# Le Justicier du Minnesota
Pour plus de détails, voir Fiche technique et Distribution.
Le Justicier du Minnesota ou L'Homme du Minnesota (Minnesota Clay) est un film franco-hispano-italien réalisé par Sergio Corbucci, sorti en 1964.

## Synopsis
Minnesota Clay purge une longue peine dans un pénitencier pour le meurtre de deux truands qui l'ont provoqué en combat singulier. Il clame en vain son innocence arguant de la légitime défense. En prenant en otage le médecin du camp qui le soigne pour un problème oculaire important, il parvient à s’évader du camp et à rejoindre sa ville natale. Il y a laissé la tombe de sa femme morte en couches. Sa fille Nancy a été élevée par son meilleur ami Jonathan et tous deux sont en but aux exactions du rival jaloux de Clay : Fox. Celui-ci a fait main basse sur la ville au grand dam des Mexicains du truand Ortiz. Clay va faire le ménage parmi tout ce beau monde, mais la cécité le guette, rendant pour lui les choses plus difficiles. La tâche est rendue encore plus compliquée car il ne veut pas dévoiler à  Nancy qu’il est son père…

## Fiche technique
- Titre : Le Justicier du Minnesota
- Autre titre : L'Homme du Minnesota
- Titre original : Minnesota Clay
- Réalisation : Sergio Corbucci, assisté de Romolo Guerrieri
- Scénario : Sergio Corbucci et Adriano Bolzoni
- Photographie : José F. Aguayo et Mario Bava
- Musique : Piero Piccioni
- Pays d'origine : Italie - France - Espagne
- Genre : western
- Date de sortie : 1964
- Edition : Gaumont découverte - DVD  (EAN 3607483173329) / Blu Ray  (EAN 3607483209929)

## Distribution
- Cameron Mitchell (VF : Georges Aminel) : Minnesota Clay
- Georges Rivière (VF : Serge Sauvion) : Fox
- Ethel Rojo (VF : Nadine Alari) : Estella
- Diana Martín (VF : Martine Sarcey) : Nancy Mulligan
- Antonio Roso : Carlos le muet
- Fernando Sancho (VF : Jean Clarieux) : Gen. Domingo Ortiz
- Antonio Casas (VF : Jean-Henri Chambois) : Jonathan Mulligan
- Gino Pernice : Scratchy
- Pietro Tordi : le barman
- Álvaro de Luna  (VF : Gerard Hernandez) : Miguel
- Mario Morales : un homme de Fox
- Alberto Cevenini (it) : Andy
- Nando Poggi : Tubbs un homme de Fox
- Antonio Jumenez Escribano : Ortiz le pere de Domingo
- Alfonso Rojas : le marchand tué par Scratchy
- Angel Menendez : Milton
- Guillermo Mendez : un homme de Fox
- Julio Pena : dr Stevens
- Joe Kamel : Millicet
- Joachim Solis : un prisonnier
- Fernando Sanchez Polack : un homme de Fox